# Teleshop 7
Teleshop 7 is een homeshoppingprogramma op televisie dat wordt uitgezonden op RTL 7. In het televisieprogramma worden producten aangeprezen die de kijkers vervolgens per telefoon kunnen bestellen. Het is de Nederlandse opvolger van Amazing Discoveries, een Amerikaans homeshoppingprogramma. Om het programma te kunnen uitzenden is een speciale homeshoppinglicentie nodig. Deze is afgegeven door de Luxemburgse minister-president Jean-Claude Juncker.